# ビリー・J・クレイマー
ウィリアム・ハワード・アシュトン（William Howard Ashton）は、ビリー・J・クレイマー（Billy J. Kramer）の名で知られるイギリスの歌手。バックバンドのザ・ダコタスと共にブリティッシュ・インヴェイジョン期に活躍し、ビートルズのジョン・レノンとポール・マッカートニーから曲を提供されたことでも話題を呼ぶ。

## 来歴

### デビュー前
7人兄弟の末っ子として、マージーサイド州ブートルに生まれる。イギリス国鉄に機関実習生として勤めている傍ら、バンドでリズム・ギターを担当する。そのバンドのリード・シンガーが脱退すると、ギターの腕があまり良くなかったクレイマー（当時はまだ本名）はリード・シンガーに転向する。
ブライアン・エプスタインの目に止まり、契約を結ぶ。最初は、コースターズというバンド（アメリカのドゥーワップ・グループとは別）がバックバンドになっていたが、相性が合わなかったため、当時ピート・マックレインのバックバンドをしていた、マンチェスター出身のザ・ダコタスが就任した。

### 成功
1963年、ビートルズのデビュー・アルバム『プリーズ・プリーズ・ミー』に収録されていた、「ドゥ・ユー・ウォント・トゥ・ノウ・ア・シークレット」のカバーでデビューを飾る。そのシングルは功を奏し、チャートの2位を記録する。続く2枚目の『バッド・トゥ・ミー/アイ・コール・ユア・ネーム』もチャートの1位を記録、ゴールドディスクにも認定される。更に3枚目の「アイル・キープ・ユー・サティスファイド」もチャートの4位を記録し、一躍ヒット歌手の仲間入りを果たす。
連続してビートルズ提供のシングルが発表されたため、クレイマーのイメージに、常にビートルズの影が付いてくるようになってしまった。そのイメージを払拭するため、4枚目のシングルにはモート・シューマン作曲の「リトル・チルドレン」を収録。このシングルもチャートの1位を獲得。アメリカのBillboard Hot 100でも7位を記録し、キャリア最大のヒットとなる。5枚目のビートルズ提供曲のシングル「フロム・ア・ウィンドウ」が10位を記録。

### 成功後
1965年に発表されたバート・バカラック作の「トレインズ・アンド・ボート・アンド・プレインズ」(汽車と船と飛行機と）がチャートの12位を記録するが、その後のシングルではチャートを賑わす事がなく、クレイマー自身の人気も失速していく。ザ・ダコタスとも袂を分かち、1966年パーロフォンを辞め、レコード会社を転々とする。
その後も活動を続け、シングルも出すが、話題を呼ぶ事はなかった。

## ディスコグラフィー
| 発売年 | A面                           | B面                           | 最高位 (UK) |
| ------ | ----------------------------- | ----------------------------- | ----------- |
| 1963年 | Do You Want To Know A Secret? | I'll Be On My Way             | 2位         |
| 1963年 | Bad To Me                     | I'll Call Your Name           | 1位         |
| 1963年 | I'll Keep You Satisfied       | I Know                        | 4位         |
| 1964年 | Little Children               | They Remind Me Of You         | 1位         |
| 1964年 | From A Window                 | Second To None                | 10位        |
| 1965年 | It's Gotta Last Forever       | Don't Do It No More           | -           |
| 1965年 | Trains And Boats And Plains   | That's The Way I Feel         | 12位        |
| 1965年 | Neon City                     | I'll Be Doggone               | -           |
| 1966年 | We're Doing Fine              | Forgive Me                    | -           |
| 1966年 | Take My Hand                  | You Make Me Feel Like Someone | -           |
| 1967年 | Chinese Girl                  | Town Of Tuxley Toymaker       | -           |
| 1968年 | His Love Is Just A Lie        | 1941                          | -           |
| 1968年 | World Without Love            | Going Through It              | -           |
| 1969年 | Colour Of My Love             | I'm Running Away              | -           |